# 渡辺英次
渡辺 英次（わたなべ えいじ、1972年〈昭和47年〉9月18日 - ）は、日本の政治家。北海道士別市長（1期）。士別市議会議員（3期）などを歴任。

## 来歴
北海道士別市出身。北海道士別高等学校卒業。建設設備会社の社員を経て、2010年（平成22年）4月11日、士別市議会議員選挙に出馬し、初当選。同年5月1日、士別市議会議員に就任。市議会議員を務める傍ら、建設業を営んだ。
2021年（令和3年）6月18日、同日付で士別市議会議員を辞職し、士別市長選挙に出馬。
士別市は北海道第6区に属し、同選挙区から選出された佐々木隆博衆議院議員の地元であり、第49回衆議院議員総選挙が控えた中で、この士別市長選挙が立憲系対自民系の構図となっており、同選挙後の9月26日に投開票を控えた旭川市長選挙も同様の構図となっていることから自由民主党は次期衆議院選挙の「前前哨戦」と位置づけ、総力を挙げた。対する立憲民主党は佐々木や牧野の引退による支持者離れ食い止めに躍起となった。市長選挙では、立憲系の牧野勇司市長の市政の継承か変革かが争点となり、牧野市政による士別市の衰退や国や道との連携によるまちづくり、地域通貨導入による経済の循環などを訴え、同年9月12日、元士別市議会議長の松ケ平哲幸を破り、初当選。同月25日、士別市長に就任。
※当日有権者数：15,653人 最終投票率：70.59%（前回比：pts）
| 候補者名   | 年齢 | 所属党派 | 新旧別 | 得票数  | 得票率 | 推薦・支持           |
| ---------- | ---- | -------- | ------ | ------- | ------ | -------------------- |
| 渡辺英次   | 48   | 無所属   | 新     | 5,988票 | 54.6%  | 自由民主党、新党大地 |
| 松ケ平哲幸 | 61   | 無所属   | 新     | 4,975票 | 45.3%  | 立憲民主党           |